# Corquiéu
Corquiéu es un grupo de música folk de influencia asturiana y celta con textos en asturiano, nacido en 1997 en Ribadesella, Principado de Asturias

## Historia
En sus comienzos, ensayaban en un pedrero, en la playa de La Atalaya de la villa riosellana.
En verano de 1998 comienzan a darse a conocer cuando actúan en la Folixa de la Sidra de la misma localidad. Por aquel entonces, su repertorio constaba de piezas tradicionales más tres propias: la Muñeira de Llordón, la Danza de Tebrandi y Tararí que te vi.
Poco después, actúan en las fiestas patronales en honor a San Miguel del barrio riosellano de El Cobayu, la cual fue la primera actuación apalabrada por el grupo.
Para entonces, el grupo ya pensaba en grabar una maqueta, en vista del aumento del número de temas propios en el repertorio, de la aceptación entre el público y de la experiencia en directo, ya que empezaban a ser llamados desde diversos encuentros folk tanto de Asturias como de fuera de la Comunidad.
Ya en el año 2000, un garaje hace las veces de estudio improvisado para grabar en formato digital un puñado de canciones: Andarina Reel de Main, Lo Suelto d'Ayer, La danza de Tebrandi, Polques y Rumba d'Ibias, La Gaita y tres Muñeires (de Tanda, Llordón y Barganaz).
Dos de esos temas fueron parte de un recopilatorio titulado Xeneración Folk y editado por el sello L'Aguañaz ese mismo año, suponiendo así la primera experiencia discográfica oficial de Corquiéu.
Es entonces cuando se produce la fundamental incorporación al grupo de una voz femenina, la de Gema García. Ésta escribe letras basadas en los textos que ya escribiera el autor local Xandru Martino en exclusiva para el grupo. Desde ese momento, se intensificó la colaboración entre los músicos y el escritor.
En diciembre de 2001, Corquiéu edita su primer álbum, La Barquera, publicado por L'Aguañaz y producido por Rubén Bada y Sergio Rodríguez. El disco incluye tanto arreglos de piezas tradicionales como composiciones propias, en total 11 temas, 5 de ellos cantados. El cierre es una pieza experimental donde se mezclan diversos estilos. En general, el sonido destaca por su velocidad y contundencia.
Tras publicar su primer trabajo, la popularidad y reconocimiento del grupo sigue en aumento, al igual que la cantidad de conciertos que ofrecen dentro y fuera de las fronteras asturianas. Además, aparecen temas de la banda en diversos discos recopilatorios: Celtica volume 18 (Trentini, 2002), L'asturianu vive, la llucha sigue (L'Aguañaz, 2003), Tonder Festival 2003 (Millstream, 2003) o 10 años d'independencia (L'Aguañaz, 2004).
En 2005 ve la luz el segundo trabajo discográfico del grupo, Salia, que sigue la línea de su álbum de debut, aunque con cambio de producción (a cargo de Igor Medio) y discográfica, que en esta ocasión es Tierra Discos. Además, se incorpora el flautista Xurde Fernández.
Durante los últimos años, la trayectoria de Corquiéu les ha llevado a actuar por toda España y en otros muchos países: Francia, Italia, Bélgica, Países Bajos, Luxemburgo, Escocia, Dinamarca, Hungría, República Checa, e incluso Eslovaquia hasta el momento.
El 22 de agosto de 2012, el percusionista David Mateos sufrió un accidente con su coche, que hizo explosión mientras viajaba por la carretera de Berbes (Asturias). Tras ser trasladado en estado grave al Hospital Universitario Central de Asturias, y posteriormente a la unidad de quemados del Hospital Universitario de Getafe, falleció el 23 de agosto.

## Componentes
- Jorge Ibáñez: bouzouki, bajo de pedal
- Blanca Sáenz de Miera: violín
- Daniel Álvarez: flauta travesera, low whistle
- Gema García: voz principal
- Roberto Suárez: gaita asturiana, low whistle, voz
- Pablo Valdés: guitarra acústica, voz
- David Mateos † : bodhran, cajón flamenco, percusiones

## Discografía
- La Barquera (L'Aguañaz, 2001)

1. La Xana
2. La Barquera
3. Onde vas por agua
4. Veriña
5. La Molinera
6. Tanda
7. Eita
8. Naguando por Asur
9. Saltón de Güexes
10. Lo Sueltu d'Ayer
11. Les Naranxes

- Salia (Tierra Discos, 2005)

1. Ribseyana
2. Frieras
3. Llara
4. Bargaz
5. Entaina
6. Viquina
7. Polques
8. Boriada
9. Tubería
10. País Silente
11. Fontaine
12. Gaita

- Suaña (Tierra Discos, 2010)

1. Llabios de miel
2. Bratislava
3. Alma balera
4. I&C
5. Muñeires de Ribeseya
6. Sáhara
7. Anaxela
8. Suaña
9. Muñeires de Valdés
10. Romería
11. Bonus track